# میستیک (کالیفرنیا)
میستیک (به انگلیسی: Mystic) یک منطقه ثبت‌نشده در شهرستان نوادا، ایالت کالیفرنیا است. این منطقه در ارتفاع ۱۵۷۱ متری (۵۱۵۴ فیت) از سطح در واقع شده. میستیک در فاصله ۱۸٫۵ کیلومتری جنوب‌غرب تراکی قرار دارد.